# Coppa Bernocchi 1993
La Coppa Bernocchi 1993, settantacinquesima edizione della corsa, si svolse il 18 agosto 1993 su un percorso di 209 km. Era valida come evento del circuito UCI categoria 1.2. La vittoria fu appannaggio del danese Rolf Sørensen, che terminò la gara in 4h46'06", alla media di 44,02 km/h, precedendo gli italiani Fabio Roscioli e Franco Ballerini. L'arrivo e la partenza della gara furono a Legnano.

## Ordine d'arrivo (Top 10)
| Pos. | Corridore                 | Squadra       | Tempo    |
| ---- | ------------------------- | ------------- | -------- |
| 1    | Rolf Sørensen             | Carrera       | 4h46'06" |
| 2    | Fabio Roscioli            | Carrera       | a 31"    |
| 3    | Franco Ballerini          | GB-MG Boys    | s.t.     |
| 4    | Felice Puttini            | Mecair        | s.t.     |
| 5    | Beat Zberg                | Carrera       | a 54"    |
| 6    | Michele Bartoli           | Mercatone Uno | s.t      |
| 7    | Santos Hernández          | Mapei         | s.t.     |
| 8    | Leonardo Sierra           | ZG Mobili     | s.t.     |
| 9    | Mauro Antonio Santaromita | Ariostea      | s.t.     |
| 10   | Massimo Donati            | Mercatone Uno | s.t.     |